# Antiblemma tenuata
Antiblemma tenuata är en fjärilsart som beskrevs av William James Kaye 1901. Antiblemma tenuata ingår i släktet Antiblemma och familjen nattflyn. Inga underarter finns listade i Catalogue of Life.